# Caenorhabditis briggsae
Caenorhabditis briggsae es un nematodo pequeño, estrechamente relacionado con Caenorhabditis elegans. Las diferencias entre las dos especies son sutiles. Por ejemplo, la cola masculina en C. briggsae tiene una morfología ligeramente distinta de la de C. elegans. Otras diferencias incluyen cambios en la competencia precursor de la vulva y la colocación de las aberturas de conductos excretores. Se utiliza C. briggsae mucho para estudiar las diferencias entre él y C. elegans, que es comprendido mejor, especialmente al nivel de DNA y la secuencia de las proteínas.  Se han aislado varias variedades mutantes de C. briggsae que facilitan el análisis genético de este organismo. C. briggsae, como C. elegans, es un hermafrodita. La secuencia genoma de C. briggsae fue determinada en 2003.